# Катастрофа Ан-148 в Белгородской области
Авиакатастрофа вблизи села Гарбузово Белгородской области 5 марта 2011 года — авиакатастрофа, произошедшая с самолётом Ан-148, выполнявшим учебно-тренировочный полёт. В результате катастрофы погибли все 6 человек, находившихся на борту.

## Воздушное судно
Самолёт Ан-148-100Е (бортовой номер 61708, заводской номер 41-03) изготовлен в 2010 году в Воронеже на заводе ОАО «Воронежское акционерное самолётостроительное общество» (ВАСО).
Воздушное судно предназначалось для поставки в Мьянму по контракту, подписанному в 2010 году между ОАО «Объединённая авиастроительная корпорация» (ОАК) и Правительством Республики Союз Мьянма. Исполнителем контракта являлось ОАО «Воронежское акционерное самолётостроительное общество» (ВАСО). В соответствии с условиями контракта всего должны были поставить два военно-транспортных самолёта. Каталожная стоимость самолёта варьируется от 23 до 26 млн долл. США в зависимости от комплектации.
Первый полёт самолёт произвёл 3 января 2011 года. В феврале 2011 года самолёт завершил в ОАО «ВАСО» лётные испытания. На момент катастрофы самолёт находился на балансе завода-изготовителя.
После того как программа заводских испытаний самолёта была завершена, начата программа подготовки лётчиков ВВС Мьянмы. Перед авиакатастрофой на воздушном судне выполнен 31 полёт.

## Экипаж
На борту самолёта находились шесть человек:
- командир воздушного судна — лётчик-испытатель первого класса, заслуженный лётчик-испытатель РФ Зубрицкий Юрий Павлович;
- штурман — штурман-испытатель первого класса, заслуженный штурман РФ Ясько Владимир Иванович;
- бортинженер-испытатель — Королёв Александр Алексеевич;
- ведущий инженер по лётным испытаниям — Самошкин Анатолий Сергеевич;
- пилоты Мьянмы — Хтен Лин Аунг и Зау Хтун Аунг.

## Последний полёт
Маршрут учебно-тренировочного полёта 5 марта 2011 года был следующим: Воронеж — Рогачёвка — Лиски — Россошь — Гредякино — Острогожск — Воронеж.
Взлетев с аэродрома «Придача» (базовый аэродром ВАСО), примерно в 10:40 утра самолёт потерял управление на участке Россошь — Гредякино и врезался в землю на окраине села Гарбузово Алексеевского района Белгородской области вблизи речки Чёрная Калитва. Самолёт упал на участок, принадлежащий Анатолию Руденко.
Расстояние от места падения самолёта до аэродрома вылета составило около 138 км. В результате падения самолёт полностью разрушился и сгорел. Погибли все 6 человек, находившиеся на борту. Жертв и пострадавших на земле нет. Часть фрагментов самолёта найдена в 1,5 км от места падения.

## Расследование
По предварительной информации, появившейся 9 марта 2011 года, катастрофа произошла из-за поломки указателя скорости самолёта. Ориентируясь на заниженные показания скорости, пилот увеличивал скорость до тех пор, пока у самолёта не загорелись двигатели. После этого самолёт стал разваливаться в воздухе.
По сообщению СК России рассматриваются несколько рабочих версий авиакатастрофы: отказ техники, ошибка пилота, использование некачественного топлива.
26 апреля заявлено, что самолёт потерпел аварию из-за превышения скорости при отработке режима экстренного снижения. К такому выводу пришла комиссия Минпромторга РФ, расследовавшая причины происшествия. Как указывается в акте комиссии, в режиме экстренного снижения экипаж непреднамеренно вывел Ан-148 на скорость полёта, которая на 110 км/ч превысила предельную расчётную скорость. Это привело к деформации самолёта, к появлению низкочастотных колебаний и к увеличению перегрузок, что в результате вызвало разрушение самолёта в воздухе.
28 апреля появилась информация, что катастрофа также вызвана плохой координацией действий экипажа. Пилот-инструктор отвлёкся на разговор с посторонним человеком, который не должен был находиться в кабине. Об этом «Коммерсанту» рассказал источник, знакомый с ходом расследования причин катастрофы. По его словам, это произошло в «самые критические 20 секунд, когда нужно было немедленно выводить машину из пике». Назвать имя постороннего собеседник издания отказался. Как рассказал источник «Коммерсанта», пилот из Мьянмы, который управлял самолётом, не понимал российского инструктора. «<Стажёр из Мьянмы> за весь завершившийся трагедией полёт ни разу чётко не подтвердил, что правильно понимает даваемые ему команды. Прямое общение между инструктором и лётчиком отсутствовало полностью», — описал собеседник издания ситуацию на борту. Причём российский лётчик отдал гражданину Мьянмы полное управление самолётом. Кроме того, по словам источника «Коммерсанта», российские инструкторы формально вообще не могли обучать пилотов из Мьянмы, поскольку украинская компания «Антонов» не передавала Воронежскому авиазаводу права на обучение.
После катастрофы Правительство Мьянмы отказалось от покупки Ан-148.

## Ущерб и страховые выплаты
Каско воздушного судна было застраховано в страховой компании «Ингосстрах», страховщик выплатил владельцу воздушного судна более 800 млн.руб.